# Osterbach (Biber)
Der Osterbach ist ein rechter Nebenfluss der Biber im schwäbischen Landkreis Neu-Ulm. Er fließt in Süd-Nord-Richtung und ist etwa 21,3 km lang (mit dem Vorderen Huttenbach 26 km).

## Verlauf
Der Osterbach entsteht durch den Zusammenfluss des Hinteren Huttenbachs und des Vorderen Huttenbachs nördlich von Friesenhofen (Markt Buch). Danach fließt er nach Norden durch ein schmales Tal und mündet schließlich nordöstlich von Silheim bzw. westlich von Kleinkissendorf (beide Gemeinde Bibertal) in die Biber. Auf seinem Weg Richtung Norden ist der Osterbach meist begradigt. Er wird auch zum Aufstauen von Fischteichen verwendet.

## Orte am Fluss
von Süden nach Norden:
- Rennertshofen (Markt Buch) und Friesenhofen
- Ingstetten, Schießen, Unteregger Mühle und Unteregg (Gemeinde Roggenburg)
- Wallenhausen (Stadt Weißenhorn)
- Biberberg und Balmertshofen (Markt Pfaffenhofen an der Roth)
- Hetschwang, Ettlishofen und Silheim (Gemeinde Bibertal)

## Quellbäche
Vorderer Huttenbach
Der etwa 5,3 km lange, in nördlicher Richtung fließende Vordere Huttenbach entspringt in der Nähe der Kreisstraße NU 5 (Matzenhofen – Kettershausen) (Koordinaten 48/11/41/N 10/13/42/O) auf 588 m ü. NN. Knapp einen Kilometer vor dem Zusammenfluss mit dem Hinteren Huttenbach durchfließt er den zur Gemeinde Buch gehörenden Ort Christertshofen. Der Höhenunterschied zwischen Quelle und dem Zusammenfluss beträgt ca. 58 m.
Hinterer Huttenbach
Der etwa 3,5 km lange, in nördlicher bis nordwestlicher Richtung fließende Bach entspringt im gemeindefreien Gebiet Oberroggenburger Wald (Koordinaten 48/12/43/N 10/14/54/O) auf 568 m ü. NN. Etwa bei der Hälfte der Strecke von der Quelle bis zum Zusammenfluss mit dem Vorderen Hüttenbach fließt er an dem zur Gemeinde Buch gehörenden Weiler Waldreichenbach vorbei. Der Höhenunterschied zwischen Quelle und dem Zusammenfluss beträgt ca. 38 m.

## Wassermühlen am Osterbach
Am Osterbach befinden sich folgende Wassermühlen: 
- Unteregger Mühle
- Mühle Balmertshofen
- Anhofer Mühle
- Mühle Silheim